# Dragged Across Concrete - Poliziotti al limite
Dragged Across Concrete - Poliziotti al limite (Dragged Across Concrete) è un film del 2018 scritto e diretto da S. Craig Zahler, che ne ha anche composto la colonna sonora.
Fanno parte del cast principale Mel Gibson, Vince Vaughn, Tory Kittles e Michael Jai White.

## Trama
Nella città di Bulwark, il giovane afroamericano Henry Johns esce di prigione, dov'era finito per essersi vendicato dell'uomo che aveva reso paraplegico suo fratello minore, scoprendo che sua madre ha iniziato a prostituirsi in sua assenza: deciso a provvedere a loro, si fa coinvolgere dall'amico d'infanzia Biscuit in un modo illecito di guadagno rapido. Brett Ridgeman è un poliziotto della stessa città che, a causa della sua rabbia repressa e metodi poco ortodossi, non ha mai fatto carriera e, a quasi sessant'anni, si trova ancora a lavorare per strada, affiancato da un collega più giovane, il placido Anthony Lurasetti. Durante l'arresto di uno spacciatore messicano, Ridgeman viene ripreso mentre è eccessivamente violento con il sospetto e, quando il video arriva ai mass media, il dipartimento non ha altra scelta che sospendere i due per sei settimane senza paga.
Dopo aver scoperto che sua figlia è stata nuovamente infastidita per strada al ritorno da scuola, Ridgeman decide con sua moglie di trasferirsi in un quartiere più sicuro, a differenza di quello periferico a maggioranza afroamericana in cui vivono attualmente. Non potendo permetterselo col suo magro stipendio (ora temporaneamente assente) e la sclerosi multipla della moglie, accetta l'offerta di una figura ai margini della legalità: pedinare il misterioso criminale Lorentz Vogelmann. In questo chiede aiuto a Lurasetti, che ha appena comprato un anello di fidanzamento per chiedere alla sua metà di sposarlo. Nel frattempo, un gruppo di assassini mascherati compie diverse rapine nella zona con l'obiettivo di acquistare un furgone blindato.
I due poliziotti seguono gli indizi lasciatigli su Vogelmann e si trovano a pedinare il furgone, guidato da Henry e Biscuit, che hanno deciso di accettare di fare gli autisti per una rapina in banca che dovrebbe concludersi senza colpo ferire. Il giorno prescelto, però, Ridgeman e Lurasetti vengono seminati e, una volta ritrovato il mezzo davanti alla banca e compreso quindi lo scopo di Vogelmann, decidono di non intervenire per impadronirsi in seguito del bottino: mascherati e armati fino ai denti, Vogelmann e i suoi due scagnozzi rubano i lingotti d'oro che volevano senza allertare l'esterno, giustiziando 5 impiegati e prendendone una in ostaggio. Mentre si allontanano dalla città, Henry, temendo per l'incolumità sua e di Biscuit visti i loro metodi spietati, non avverte i tre complici che un'auto li sta seguendo. Anche Lurasetti si prepara al peggio, indicando alla compagna per telefono dove tiene l'anello da fidanzamento che voleva consegnarle.
Giunti a un deposito isolato, Henry e Biscuit, avendo ormai intuito che i tre vogliono liberarsi di loro, tentano di scappare: il primo ci riesce, mentre il secondo viene freddato implorando l'amico di prendersi cura di sua madre. Sopraggiungono i due agenti, provvisti di maschere e giubbotti antiproiettile, ma incapaci di penetrare la blindatura del furgone: per rompere lo stallo, Ridgeman ribalta il furgone con l'auto. L'ostaggio, costretta da Vogelmann con minacce alla sua famiglia, striscia fino all'auto dei poliziotti apparentemente per chiedere aiuto, ma spara a tradimento a Lurasetti: prima di morire, l'agente fa in tempo a sentire la sua compagna rifiutare la proposta di matrimonio. Ridgeman uccide l'ostaggio per legittima difesa, per poi uccidere senza pietà Vogelmann e i suoi due scagnozzi.
Viene quindi colpito a tradimento da Henry, che, nascostisi, ha ripreso l'intera vicenda e lo minaccia di inviare il video in cui uccide l'ostaggio ai media se non avrà tutto il bottino per sé. Ridgeman riesce però a disarmarlo e i due si accordano per dividersi il bottino, dopo aver sepolto i corpi dei loro amici e distrutto l'auto dei poliziotti. Tuttavia, all'ultimo momento Ridgeman minaccia Henry con una pistola affinché elimini per sempre il video compromettente, venendo ferito a morte nella colluttazione che segue: prima di morire, si fa promettere da Henry che si prenderà cura di sua moglie e sua figlia. Undici mesi dopo, Henry si è trasferito col fratellino e la madre in una lussuosa villa sul mare, mentre le Ridgeman ricevono un pacco contenente una parte del bottino in lingotti.

## Produzione
La produzione del film è stata annunciata il 1º febbraio 2017, insieme ai nomi dei protagonisti: Mel Gibson e Vince Vaughn. Le riprese sono iniziate il 17 luglio 2017 e si sono svolte a Vancouver.
Il budget del film è stato di 15 milioni di dollari.

## Colonna sonora
Testi e musiche di S. Craig Zahler e Jeff Herriott.
1. The O'Jays – Street Corner Felines (feat. Eddie Levert e Walter Williams) – 4:48
2. The O'Jays – Gilded Life of the Rich Man (feat. Eddie Levert e Walter Williams) – 5:01
3. Butch Tavares – Sneaking Around at Night – 4:15
4. Adi Armour – My Magic Tricks – 5:02
5. S. Craig Zahler – A Better Place for Us – 4:30
6. Butch Tavares – She's My Ice Cream Sundae – 2:42
7. Butch Tavares – Don't Close the Drive In – 4:48
8. The O'Jays – Shotgun Safari (feat. Eddie Levert e Walter Williams) – 3:49

Durata totale: 34:55

## Promozione
Il primo trailer del film è stato diffuso il 21 febbraio 2019.

## Distribuzione
Il film è stato presentato in anteprima alla 75ª Mostra internazionale d'arte cinematografica di Venezia il 3 settembre 2018, fuori dal concorso principale.
Negli Stati Uniti è stato distribuito contemporaneamente nelle sale cinematografiche e on demand da Summit Entertainment a partire dal 22 marzo 2019, mentre in Italia è arrivato direttamente su Sky Cinema Due il 21 aprile 2020.

### Divieti
Negli Stati Uniti il film è stato vietato ai minori di 17 anni non accompagnati da adulti per la presenza di "violenza, immagini macabre, linguaggio non adatto e contenuti sessuali".

## Accoglienza

### Incassi
Il film ha incassato 600.000 dollari al di fuori degli Stati Uniti.

### Critica
Sull'aggregatore Rotten Tomatoes il film riceve il 76% delle recensioni professionali positive, con un voto medio di 6,9 su 10 basato su 139 critiche, mentre su Metacritic ottiene un punteggio di 60 su 100, basato su 28 recensioni.

## Riconoscimenti
- 2019 - Saturn Award[13]
  - Candidatura per il miglior film thriller
  - Candidatura per il miglior attore a Mel Gibson
  - Candidatura per la migliore sceneggiatura a S. Craig Zahler
  - Candidatura per il miglior trucco a Lisa Love e Tate Steinsiek